# Герб Грубешева
Герб Грубешева - герб міста у східній Польщі, що розташоване на річці Гучві, за 5 км від кордону з Україною. 
Його надав місту Грубешеву польський король Сигізмунд ІІ Август у середині XVI століття. Герб зображує голову оленя з двома хрестами між рогами. Це посилання на історію Грубешева і його навколишньої місцевості, які в часи правління династії Ягайловичів слугували за мисливське угіддя. 
Голова оленя це покликання на Леленію, супутницю язичницької богині Лелі. 